# Matthew Needham
Matthew George Timothy Needham (Kingston upon Thames, 13 april 1984) is een Brits acteur.

## Carrière
Needham studeerde in 2007 af aan het London Academy of Music and Dramatic Art. Hij kreeg meteen dat jaar een terugkerende rol in Casualty waarin hij 61 afleveringen lang Toby De Silva speelde. Hij speelde nog gastrollen in televisieseries zoals Sherlock, Monroe, Endeavour en Chernobyl. In 2022 kreeg hij een hoofdrol als Larys Strong in House of the Dragon.
Hij speelde tevens toneel in de Royal Shakespeare Company, Royal Court Theatre, Royal National Theatre, Almeida Theatre, Chichester Festival Theatre, Duke of York's Theatre, Turbine Theatre en Shakespeare's Globe. Hij werd in 2011 genomineerd voor een Ian Charleson Award.